# آبشار چیلنوالنا
آبشار چیلنوالنا (به انگلیسی: Chilnualna Falls) آبشاری است که در پارک ملی یوسیمیتی، کالیفرنیا، ایالات متحده آمریکا واقع شده و ارتفاع کلی ریزشگاه آن ۶۹۵ فوت (۲۱۲ متر) است.